# Conceptievat
Het conceptievat is het bovenste deel van de hara lijn en loopt vanaf het perineum langs de voorkant omhoog tot aan de onderlip. Vanuit de bovenlip midden over het hoofd naar achteren (in de hara lijn) wordt gouverneursvat genoemd. Door dit kanaal zou de prana stromen.
Het conceptievat wordt gebruikt bij oosterse filosofieën zoals meditatie, yoga en acupunctuur. Volgens de meridianenleer is het gouverneursvat het verzamelkanaal van alle yin meridianen.